# Panjevac (Despotovac)
Panjevac es un pueblo ubicado en la municipalidad de Despotovac, en el distrito de Pomoravlje, Serbia.

## Superficie
Posee una superficie de 15,61 kilómetros cuadrados.

## Demografía
Hasta 2011 la población era de 518 habitantes, con una densidad de población de 33,19 habitantes por kilómetro cuadrado.